# Louco Amor (telenovela portuguesa)
Louco Amor é uma telenovela portuguesa produzida pela Plural Entertainment e exibida pela TVI entre 6 de maio de 2012 e 12 de abril de 2013, em 271 episódios. Substituiu Anjo Meu e antecedeu Mundo ao Contrário.
É da autoria de Tozé Martinho, com colaboração de escrita de Ana Rita Martinho, Rute Moreira e Mafalda Belmonte. Tem direção de António Borges Correia.
Apresenta Nicolau Breyner, Fernanda Serrano, Luís Esparteiro, Mafalda Luís de Castro, José Carlos Pereira, Sara Prata, Helena Isabel e Ruy de Carvalho nos principais papéis.
Foi reposta no canal TVI Ficção entre 11 de abril de 2016 e 20 de fevereiro de 2017, em 271 episódios, tendo substituído Sedução e antecedendo sua sucessora original, Mundo ao Contrário.
Começou a ser reposta na TVI a 25 de novembro de 2019, de segunda a sexta-feira, inicialmente, no horário da meia-noite e meia. Isto aconteceu durante o período de quatro meses em que Felipa Garnel foi diretora de programas da TVI e em que a sua estratégia passou por serem colocadas reposições de telenovelas no horário nobre, uma opção muito pouco habitual na programação do canal desde o início do século XXI. A partir de janeiro de 2020, devido aos fracos resultados, passou a ser exibida nas madrugadas do canal, tendo brevemente sido interrompida. Regressou às madrugadas em 2022, continuando a transmissão de dois anos antes, mas viria a ser novamente cancelada, no âmbito do início da reposição da novela Queridas Feras. Regressa uma segunda vez às madrugadas da TVI em 2022, mais precisamente a 19 de novembro, substituindo a reposição de Ouro Verde. Essa mesma reposição terminou a 4 de Abril de 2023 e foi substituída por Mundo ao Contrário.

## Sinopse
Carlos foi condenado por um crime que não cometeu. Sai da prisão após 20 anos para reencontrar Violeta, o amor da sua vida e descobrir que ambos têm uma filha.
Carlos está preso há dezoito anos. Confessou ter acabado com a vida da mulher, Ana Maria, poupando-a ao sofrimento de uma doença incurável, e apanhou a pena máxima. A sua vida acabou no dia em que entrou na cela. Carlos isolou-se completamente de tudo e de todos, desistindo dos seus afetos e, de alguma forma, da vida.
Quando estala um motim na cadeia onde está preso, Carlos é obrigado a reagir. Vem ao de cima o homem valente e nobre que sempre foi e prova pelos seus atos que está longe de ser um assassino. Mas é um homem quebrado. Ao saber que a sua pena chegou ao fim, Carlos recusa-se a sair da cadeia. A liberdade e o medo de se confrontar com o passado são a sua verdadeira prisão. Carlos está num momento de viragem. Cá fora só tem memórias e fugir delas não é a solução.
Margarida está também num momento de transição, acaba de saber que entrou na faculdade em Lisboa. A boa notícia significa uma mudança enorme na sua vida. Tem de abandonar Castelo de Vide, a terra onde vive desde pequena com a avó, os amigos e a segurança de um meio que conhece e que domina, para se fazer à aventura na capital. Margarida perdeu a mãe quando era muito nova. Na verdade, nunca a conheceu. A avó, Lucinda, é a única família que lhe resta ou assim ela pensa. Na véspera da partida, descobre que o pai, que ela nunca conheceu, está em Lisboa.
Para Margarida, a partida para a capital já não é apenas a concretização de um sonho, mas é o início de uma aventura. O passar de uma adolescência tardia, para uma idade adulta onde o amor e a paixão vão aparecer como fatores principais. Margarida vai conhecer Duarte, o primeiro homem por quem se vai apaixonar de verdade. Mas também vai aprender que a sua forma audaciosa e ingénua de olhar a vida e o mundo, não são suficientes para a proteger da maldade e da inveja que a rodeiam. Vai ter de crescer.
Os destinos de Carlos e Margarida vão cruzar-se. De alguma maneira sempre estiveram ligados. Depois de se conhecerem, nunca mais serão os mesmos.
Carlos tem uma vida para refazer e não vai ser fácil. O filho, Chico, não o conhece e quando o revê, renega-o. A irmã, Leonor, está internada numa clínica desde o dia em que Ana Maria morreu. E há ainda Rafael, o irmão. Nunca se deram bem e depois da confissão de Carlos, nunca mais falaram. O regresso de Carlos é para ele um reviver de ódios antigos. Mas não é apenas o afeto de Chico que Carlos vai ter de disputar com Rafael. Entre os dois irmãos vai surgir uma mulher – Violeta.
Há 20 anos, Carlos conheceu Violeta e apaixonou-se por ela. Depois de um tórrido romance desapareceu de Lisboa por um ano. Quando regressou, afastou-se de Carlos e fez os possíveis para os seus caminhos não se voltarem a cruzar. Mas nunca o esqueceu. Violeta guarda muitos segredos e um deles tem a ver com Margarida. Ela sabe quem é o pai da rapariga.

## Elenco

### Elenco Principal
| Ator/Atriz             | Personagem            |
| ---------------------- | --------------------- |
| Fernanda Serrano       | Violeta Martins       |
| Nicolau Breyner (†)    | Carlos Correia        |
| Luís Esparteiro        | Rafael Correia        |
| Mafalda Luís de Castro | Margarida Rocha       |
| José Carlos Pereira    | Duarte Mendes         |
| Sara Prata             | Patrícia Rebelo Corvo |
| Helena Isabel          | Graça Correia         |

### Elenco Recorrente
| Ator/Atriz              | Personagem                     |
| ----------------------- | ------------------------------ |
| Rita Salema             | Marta Rebelo Corvo             |
| Suzana Borges           | Leonor Correia                 |
| José Raposo             | Egídio Onofre                  |
| Sofia Grillo            | Gisela Miranda                 |
| Bárbara Norton de Matos | Berta Abreu                    |
| Pedro Górgia            | Henrique Antunes "Ricky"       |
| David Carreira          | Francisco Correia "Chico"      |
| Patrícia Candoso        | Beatriz Sousa "Bia"            |
| Isabel Medina           | Custódia Veloz                 |
| Elsa Galvão             | Hermínia Veloz                 |
| Diana Nicolau           | Carla Veloz Alegria "Carlinha" |
| Hélder Agapito          | Júlio Davin                    |
| Liliana Santos          | Mafalda Mendes                 |
| Martinho Silva          | Tomás Soeiro                   |
| Marta Fernandes         | Joana Morais                   |
| Vítor Emanuel           | Pedro Morais                   |

### Elenco Infantil
| Ator/Atriz         | Personagem     |
| ------------------ | -------------- |
| Lourenco Mimoso    | Miguel Correia |
| Rebeca Gonçalves   | Marina Miranda |
| Rodrigo Figueiredo | Tiago Morais   |
| Adriana Sá         | Inês Morais    |

### Participação Especial
| Ator/Atriz         | Personagem              |
| ------------------ | ----------------------- |
| Ruy de Carvalho    | Óscar Ribeirinho        |
| Simone de Oliveira | Carlota Caetano Menezes |
| Tozé Martinho (†)  | Filipe Pimenta          |
| Márcia Breia       | Lucinda Rocha           |
| José Wallenstein   | Lourenço Marques        |
| Luciana Abreu      | Rita Rollo              |

Elenco adicional:
- Afonso Lagarto - Fanan
- Afonso Vilela
- Alexandre Ferreira
- Ana Borges
- António Aldeia - Alfredo
- Bárbara Magal - Dora Rocha
- Bruno Bravo - Arnaldo
- Carlos Alves
- Carlos Pimenta - Ricardo (pai de Berta)
- Carlos Oliveira - Jerónimo Pereira
- Carlos Santos - Dr.Guimarães
- Cristina Cunha - Gabriela
- Duarte Grilo - Polícia
- Duarte Victor
- Emanuel Arada - Agiota
- Elisabete Piecho
- Fernando Ferrão - Ramirez
- Fernando Gomes - Licínio Rocha
- Fernando Palaio
- Figueira Cid - Pai do Júlio
- Francisco Areosa
- Francisco Macau - Prisioneiro
- Gonçalo Portela - F.Gomes
- Gonçalo Robalo - Assaltante
- Hugo Costa Ramos
- Inês Jorge
- Joana Vieira - Margarida
- João Mário Dias Pedro - Dr. Augusto Sequeira (advogado de Carlos Correia)
- Jorge Kapinha - André
- José Henrique Neto
- Luísa Ortigoso - Mãe do Júlio
- Luís Lucas - Diretor Geral das Prisões
- Manuel Lourenço
- Marta Borges - Médica Obstetra
- Miguel Damião - Mendonça
- Miguel Melo
- Nuno Guerreiro - Médico
- Nuno Pardal - Rui
- Osvaldo Canhita
- Patrícia Adão Marques - Médica
- Pedro Barbeitos
- Pedro Ferreira - Assaltante
- Paulo Manso
- Pedro Barão - Dr. Luís
- Pedro Cavaleiro
- Raquel Loureiro - Guiomar
- Rita Jardim
- Salvador Nery - Ali Shirazi
- Samuel Alves
- Sandra Celas - Ela própria
- Sónia Costa - Elsa
- Tiago Alves - Empregado da Broadway
- Vítor Ennes

## Banda sonora
- José Cid – Um Louco Amor
- Mafalda Veiga – O Lume
- Sérgio Godinho - Bomba Relógio
- Paulo Gonzo – O teu brinquedo
- Marta Hugon – Swim Slow
- Catavento ft. Ana Laíns – Sob o Céu de Lisboa
- Ricardo Azevedo – O amor não me quer encontrar
- Sérgio Godinho – O primeiro dia
- Tony Carreira – Cada história tem dois lados
- Frankie Chavez – Family Tree
- Biancard – Miúda do Japão
- Rogério Charraz – Grito Vagabundo
- Rebecca Ferguson – Nothing's Real but Love
- Fábia Rebordão & Lura – Por Sombras me Dei à Luz
- SoulRichard – A queda
- Paulo Gonzo – Vou para Sul
- Perfume – Se me falas assim
- Ghöa - Veneno teu
- Luís Represas & João Gil – Sisudo Amável
- Jorge Palma – Imperdoável
- Rita Guerra – Asas do desejo
- Adriana – Pior perder
- Per7ume – Intervalo
- Tiago Bettencourt & Mantha - Já Não Te Encontro Mais
- Lado B – Vertigem
- Ar de Rock – Fui andar pela noite
- Rosamate – Mal menor
- Rancho Folclórico Nossa Senhora da Alegria – Saias de Castelo de Vide
- Lara Li – Balada da neve
- Gimba & os Bandidos – Tu (Aparece, amor)
- Homem ao Mar – Adeus até mais ver
- Ruben Varela – Foi na terça passada
- Bonobo – Change Down
- Carminho – Bom Dia, Amor (carta de Maria José)

## Audiências
No seu primeiro episódio, a trama atingiu 16,1% de audiência média e 33,1% de quota de mercado. Foi a primeira novela da TVI a perder a liderança no horário nobre para as produções da SIC. A 27 de maio de 2012 atingiu a sua pior audiência, com um total de 7,0% pontos. Perto de completar um ano em antena, o último capítulo alcançou uma audiência média de 15,8% e um share de 38,1%. Teve média final de 12,9% de rating e 29,7% de share.

## Ligações Externas
- Louco Amor - Site Oficial
- Louco Amor - Site Não Oficial
- Facebook Oficial da Novela "Louco Amor"